# Guillaume Pierre Godin
Guillaume Peyre de Godin, también conocido como Guillaume Pierre Godin o simplemente Guillaume de Godin (Bayona, h. 1260 - 4 de junio de 1336), fue un religioso dominico francés de origen italiano, obispo de la diócesis de Sabina-Poggio Mirteto desde 1317 hasta su fallecimiento. 
Fue nombrado cardenal por el Papa Clemente V el 23 de diciembre de 1312, con el título de Santa Cecilia. Desde 1317 fue cardenal-obispo de Sabina. Fue legado papal en España de 1320 a 1324, y entre otras actuaciones celebró un concilio en Valladolid, en el que dispuso que cada obispo debía reunir anualmente a sus clérigos e instruirlos con diferentes obras, fruto del cual Pedro de Cuéllar, obispo de Segovia compuso su catecismo en 1325. 
Fue un oponente temprano de Duns Scotus en París. Se le considera hoy autor del escrito polémico De causa immediata ecclesiasticæ potestatis, que en el pasado fue atribuido a Peter Paludanus, y que hoy se fecha en alrededor de 1318.
Está representado en un fresco en la abadía de Saint-Sever (Saint-Sever). Su escudo de armas figura en la bóveda de la iglesia de Saint Dominique en Toulouse; y figuraba también en la bóveda de la catedral de Bayona hasta el siglo XIX.
Fue responsable de la construcción de las iglesias de los dominicos de Bayona y Aviñón y de la reconstrucción de la nave del Convento de los Jacobinos de Toulouse, donde fue enterrado después de su muerte, y donde también descansa Santo Tomás de Aquino.